# 打狗棒法
打狗棒法乃金庸武俠小說體系中絕頂的武功之一，堪稱天下第一棒法，威力雖不及降龍十八掌，但每招都是變幻茣測， 連西毒歐陽鋒也要花幾天時間才能破解，而其靈蛇杖法亦不敵，足見其厲害，因此亦可發揮很巨大的威力，連五絕也忌憚三分。是丐幫幫主代代相傳的兩大謢幫神功之一。因為乞丐在街上討飯，經常會受家犬或野狗襲擊，所以丐幫人物出外行乞時，大多手執一根竹棒防身。打狗棒法的特點是靈活躍動，機變百出，正是由與狗搏鬥的實際生活體驗中發展出來的技巧。
三十六路打狗棒法是丐帮开帮祖师爷所创，历来是前任帮主传后任帮主，决不外传第二人，丐帮第三任帮主的武功尤胜开帮祖师，他在这路棒法中更加入无数奥妙变化，打狗棒法名字虽然陋俗，但变化精微，招术奇妙，实是古往今来武学中的第一等功夫。但小說中曾使出全套打狗棒法應敵的只有洪七公、黃蓉、魯有腳
。

## 簡介

### 打狗棒
打狗棒是丐幫幫主世代相傳的信物，亦是丐幫幫主的象徵，丐幫眾人見打狗棒如見幫主。打狗棒本身為一根質地堅韌的竹杖，因通體碧綠而有「綠玉杖」的美名。
楊康在曲三酒館撿到打狗棒時就想乘著這個機會去岳州的軒轅台，先勾結丐幫中的「淨衣派」捉拿郭靖與黃蓉，後在丐幫大會上打算冒充丐幫幫主，企圖誘使幫眾投降金國，要統領丐幫以助金國統一天下。後來郭靖助黃蓉揭穿楊康的陰謀詭計，並從楊康手中奪回打狗棒，而黃蓉則使出真正的「打狗棒法」打走了楊康才阻止了一次災難。黃蓉最後被丐幫眾人承認為洪七公親自欽點的繼任人，成為丐幫第19任幫主、以及丐幫歷代幫主中首位女幫主。

### 棒法
打狗棒法只有丐幫幫主能學絕不外傳，所以只能由上任幫主親授給下任幫主。
1.惡狗攔路举棒横在身前，待敌兵器击到，侧抖旁缠，顺势借力向外斜甩，将敌兵器掠在一旁。
2.棒打雙犬以迅猛之势横扫敌双足。
3.斜打狗背棒身幌动，以绵绵不绝的方式，击敌面颊。
4.撥狗朝天棒身伸出，将敌兵器前端挑甩上来。
5.獒口奪杖在竹棒被敌夺去後，伸右手食中二指取敌双目，同时左足翻起，压住棒身，立时夺回，此招变幻莫测，夺棒时百发百中，纵是武功高已数倍之敌，亦难保全。　
6.棒打狗頭以迅猛之势向敌头顶击去。
7.反戳狗臀棒身横扫敌臀部。
8.棒挑癩犬敌抓住棒身时，前伸斜掠，将棒身挑出。
9.壓扁狗背棒身倏地伸出，棒头搭在敌兵器上，轻轻向下按落，以四两拨千斤之理出招。
10.天下無狗是打狗棒法中的最后一招最精妙的绝招，这一招将使出来，四面八方是棒，劲力所至，令人無法抵挡，便有几十条恶犬也一齐打死了，所谓“天下无狗”便是此义，棒法之精妙，勁道之凌厲，已臻武学中的化境绝诣。